# Extracellular-signal Regulated Kinases
Von der Familie der Extracellular-signal Regulated Kinases (auch extracellular signal-regulated kinases), kurz ERK, sind bisher acht Isoformen dieses Enzyms bekannt, die mit ERK 1–8 bezeichnet werden. Sie gehören zu den Mitogen-aktivierten Kinasen (MAP-Kinasen) und zählen gemäß ihren modifizierten Gruppen zu den Serin/Threonin-Kinasen.
Die intrazelluläre Signaltransduktion über die ERK-Kaskade wird durch verschiedene extrazelluläre Signale aktiviert und reguliert ihrerseits zelluläre Prozesse, wie z. B. die Proliferation und die Zelldifferenzierung. Da es sich hierbei um grundlegende zellbiologische Vorgänge handelt, die unterschiedliche Bereiche des menschlichen Organismus betreffen können, wird der Einfluss dieser Enzyme in verschiedensten Bereichen der medizinischen Forschung untersucht.
Die Krebsforschung hat gezeigt, dass ERKs an der onkogenen Transformation von Zellen, das heißt an der Veränderung normaler Zellen zu Krebszellen, beteiligt sind. Durch eine Hemmung der ERK mit spezifischen Wirkstoffen konnte in Tierversuchen an Ratten der Verlauf einer Epilepsie positiv beeinflusst werden, womit eventuell neue Therapieansätze ermöglicht werden. Ebenfalls an Ratten wurde im Bezug auf die Kokainsucht nachgewiesen, dass eine Aktivierung der ERK in bestimmten Bereichen des Gehirns das Verlangen nach der Droge verstärkte, eine Blockade der ERK-Aktivierung hingegen das Verlangen verringerte.